# Brian mac Aeda Buide
Brian mac Aeda Buide   (mort en 1295)  est  roi de Tir Éogain en 1291 à 1295.

## Origine
Brian mac Aeda Buide est le fils cadet de Aed Buide mac Domnaill Óig.

## Règne
En 1291, Richard de Bourg, comte d'Ulster, mène une campagne contre le Tir Conaill et le Tir Éogain, Domnall mac Brian Ó Néill est chassé du trône et  Niall Culanach mac Domnaill Óig est nommé roi à sa place. Après que le comte ait quitté la région Niall Culanach est tué mai son meurtre de profite pas à Domnall car c'est Brian le fils Aed Buide mac Domnaill Óig et le neveu de Niall  qui est intronisé roi du Cenel Eoghain grâce à l'intercession du comte. En 1294 le comte d'Ulster est capturé par Fitzgerald « l'Irlande sombre dans l'anarchie » mais il est libéré peu après sur l'intervention du roi d’Angleterre, toutefois Brian mac Arda Buide est tué par Domnall qui récupère son trône et de nombreux anglais et irlandais périssent avec lui .

## Postérité
Brian laisse deux fils:
- Énri mac Brian meic Aeda Buide (mort en 1347) ancêtre du Clann Aodha Buidhe
- Domhnall Donn (floruit 1345) ancêtre du Clann Domhnaill Duinn de la Bann